# Свети Йоан Предтеча (Скепасто)
„Свети Йоан Предтеча“ (на гръцки: Τιμίου Προδρόμου) е православна църква в сярско село Скепасто (Сулево), Егейска Македония, Гърция, енорийски храм на Сярската и Нигритска епархия на Вселенската патриаршия.
Църквата е изградена в 1936 година при отец Димитриос Даниил. Осветена е в 1979 година от митрополит Константин Серски и Нигритски. В архитектурно отношение е трикорабна базилика с по-висок среден кораб. Изписването на храма започва в 2007 година.